# Rotavirus

Schemazeichnung eines Virions der Gattung Rotavirus, Querschnitt und Seitenansicht, angeschnitten.

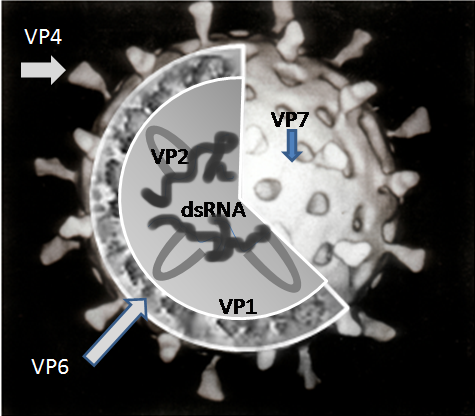
Diese Schemazeichnung zeigt das Schnittbild eines Rotavirus-Virusteilchens mit seinen Strukturproteinen. Die dsRNA-Moleküle sind von VP6-Protein umgeben, und diese wiederum von VP7-Protein. Das VP4-Protein ragt aus der Oberfläche des kugelförmigen Partikels heraus.

Die Gattung Rotavirus umfasst Viren der Familie Sedoreoviridae in der Ordnung Reovirales mit einem Genom aus elf Segmenten einer doppelsträngigen RNA (dsRNA). Rotaviren besitzen sehr komplexe Viruspartikel (Virionen), die aus zwei konzentrischen Kapsiden und einer inneren Corestruktur bestehen; dies wird auch als dreischichtige Kapsidstruktur bezeichnet. Zwischen äußerem und innerem Kapsid sind in TEM-Aufnahmen Proteinbrücken und Kanäle zu erkennen, die in der Negativkontrastierung radähnlich erscheinen. Von diesem Aussehen ist auch der Name der Gattung (von lateinisch rota „Rad“) abgeleitet.
Rotaviren wurden erstmals in den 1950er Jahren als Erreger einer Diarrhoe bei der Maus identifiziert, seither fand man sie bei mehreren Säugetieren und Vögeln. Für den Menschen sind Subtypen aus drei Rotavirusspezies bekannt, die man als Humane Rotaviren zusammenfasst.

## Genom
Genomkarte der Gattung Rotavirus.

## Systematik

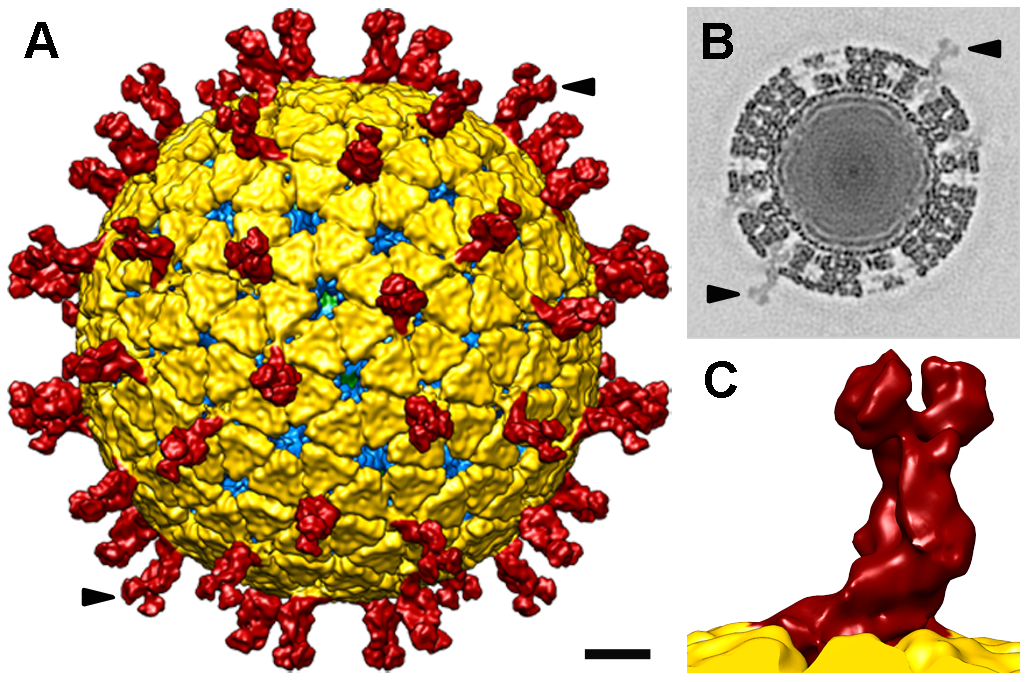
Cryo-EM-Rekonstruktion eines Rotavirus-Partikels

Einen ähnlichen Aufbau mit zwei konzentrischen Schalen haben auch die Viren der Gattungen Coltivirus und Orbivirus (letztere beispielsweise mit Spezies Blauzungenvirus), beide in derselben Familie Sedoreoviridae (früher: Unterfamilie Sedoreovirinae).
Die Gattung Rotavirus wird in neun Spezies (A-J) eingeteilt. Spezies E wurde noch nicht als eigenständige Spezies bestätigt. Als eines der wichtigsten Definitionskriterien einer Rotavirus-Spezies gilt, dass nur zwischen den Subtypen ein Reassortment stattfinden kann, nicht jedoch zwischen einzelnen Spezies. Sie bilden somit einen einheitlichen Genpool, der mittels Antigenshift und Antigendrift neue Subtypen bilden kann. Bei Sequenzvergleichen des Coreproteins VP2 erscheinen die Spezies Rotavirus A und C als eng verwandt, während Rotavirus B deutliche Sequenzunterschiede aufweist.
- Gattung Rotavirus

- Spezies Rotavirus A

- Subtyp Simianes Rotavirus A
- Subtyp Aviäres Rotavirus A
- Subtyp Bovines Rotavirus A
- Subtyp Porcines Rotavirus A
- Subtyp Caprines Rotavirus A
- Subtyp Equines Rotavirus A
- Subtyp Humanes Rotavirus A
- Subtyp Lapines Rotavirus A
- Subtyp Kaninchen-Rotavirus

Vorläufige Subtypen der Spezies:
- Subtyp Rotavirus der Lämmer
- Subtyp Canines Rotavirus
- Subtyp Rhesus-Rotavirus

- Spezies Rotavirus B

- Subtyp (Serogruppe) Bovines Rotavirus B
- Subtyp Humanes Rotavirus B

- Spezies Rotavirus C

- Subtyp Humanes Rotavirus C

- Spezies Rotavirus D

- Subtyp Hühner-Rotavirus D

- Spezies Rotavirus E  *

- Subtyp Porcines Rotavirus E

- Spezies Rotavirus F

- Subtyp Hühner-Rotavirus F

- Spezies Rotavirus G

- Subtyp Hühner-Rotavirus G

- Spezies Rotavirus H

- Spezies Rotavirus I
- Spezies Rotavirus J